# Паспорт гражданина Сент-Люсии
Паспорт гражданина Сент-Люсии — основной документ, который выдаётся гражданам Сент-Люсии для совершения поездок за границу. Паспорт Сент-Люсии также является паспортом Caricom, поскольку Сент-Люсия является членом Карибского сообщества.
Дизайн паспорта соответствует общим стандартам паспортов Caricom. Покрытие темно-синего цвета (для гражданских лиц) с гербом и названием страны, а также логотипом Caricom на лицевой стороне.
28 апреля 2015 году государство Сент-Люсия приняло закон «О гражданстве за инвестиции» в котором зафиксировано правила и порядок оформления гражданства за инвестиции. Для достижения цели власти острова сотрудничали с правительствами США, Канады, Великобритании, создали Совет по гражданству за инвестиции.

## Программа получения для иностранных инвесторов
Теперь паспорт Сент-Люсии можно получить, если сделать взнос в государственный фонд, купить недвижимость или вложить деньги в бизнес-проект. 
Сумма безвозвратного взноса в Национальный экономический фонд начинается от 100 000 $ и зависит от количества заявителей.
Покупка недвижимости: обойдется в сумму от 300 000 $. Строительные проекты утверждает правительство Сент-Люсии. Владеть объектом нужно минимум 5 лет.
Инвестиции в бизнес принимаются, если проект утвержден правительством страны. По условиям программы инвестор вкладывает от 3,5 млн долларов и создает 3 рабочих места в стране.
Программа получения паспортов для инвесторов-иммигрантов имеет следующие особенности:
- признание двойного гражданства;
- нет требования к проживанию;
- отсутствие налога на мировые доходы;
- нет требования присутствия в Сент-Люсии в процессе подачи заявления;
- нет интервью, образование или управленческий опыт не требуется;
- возможность посещать более 144 стран мира, включая страны Шенгенской зоны;
- быстрая обработка в течение 4-х месяцев с включением зависимых детей в возрасте до 30 лет;
- включение зависимых родителей старше 65 лет, которые в настоящее время проживают с заявителем;
- включение умственно или физически отсталых и на иждивении детей и / или родителей.

В 2020 году связи со снижением доходов туризма в Сент-Люсии, правительство страны решило уменьшить минимальный объем инвестиций на покупку гособлигаций до $250 тыс., но только до 31 декабря 2021 года, так ответил руководитель программы, Нестор Альфред в интервью на forbes. Также оговорено, что программа Сент-Люсии стремится стать полезной для семейных инвесторов. Правительство снизило сумму безвозвратного взноса в государственный фонд для семей из двух и более человек. Всего $500 составляет взнос за новорожденного.

## Визовые ограничения
Основная статья: Визовые требования для граждан Сент-Люсии
В 2017 году владельцы паспортов Сент-Люсии пользовались безвизовым доступом или визой по прибытии в 127 странах и территориях, занимая 36-е место в мире в соответствии с индексом визовых ограничений.
На 2021 год граждане Сент-Люсии имеют возможность безвизового режима или визу по прибытии в 144 странах, что позволило паспорту Сент-Люсии 32-е место с точки зрения свободы передвижения.